# Zaz
Изабе́ль Жеффруа́ (фр. Isabelle Geffroy, род. 1 мая 1980) — французская певица, выступающая под псевдонимом Zaz. Её творчество включает жанры шансон, эстрада, фолк, джаз и акустическая музыка.
Её нетипичный голос напоминает Фреэль и Пиаф. Среди своих музыкальных влияний она упоминает «Времена года» Вивальди, джазовую певицу Эллу Фицджеральд, французскую песню, Энрико Масиаса, Бобби Макферрина, Ришара Бона́, латинские, африканские и кубинские ритмы.

## Биография

### Детство
Изабель Жеффруа родилась 1 мая 1980 года в городе Тур в семье рабочего компании Électricité de France и учительницы испанского. У неё есть старшие сестра и брат. В 1985 году Изабель поступила в Консерваторию Тура (Conservatoire à rayonnement régional de Tours), как ее сестра и брат, и училась там до одиннадцати лет, в основном изучая сольфеджио, скрипку, фортепиано, гитару, хоровое пение.
В 1994 году, после развода родителей, трое детей последовали за матерью в Либурн, недалеко от Бордо. В 1995 году посещала курсы пения, а также занималась спортом (в течение года в Бордо она изучала кунг-фу). Тогда же Изабель ушла от матери и переехала к старшей сестре. В школе её оставили на второй год, поэтому она бросила школу. После этого Zaz стала известной как уличный музыкант на улице Огюст-Шевалье, в кабаре Chez Nello. В 2000 году получила стипендию от Регионального совета Аквитании, что позволило ей поступить в школу современной музыки Бордо — «Центр информации и музыкальной деятельности» (Centre d’information et d’activités musicales, CIAM).

### Карьера

#### 2001-2006
В 2001 году Изабель Жеффруа начала петь в блюзовой группе Fifty Fingers и в ансамблях Ангулема, в том числе в джазовом квинтете. После она в 2002-2003 годах гастролировала в составе баскского эстрадного оркестра из шестнадцати человек Izar-Adatz' («Падающая звезда»), в основном на юге Пиренеев и Басконии.
В том же 2002 году она присоединилась к блюз-рок-группе Red Eyes, с которой она давала концерты в барах Бордо и в Бретани, и заменяла солистку группы Don Diego, в её составе певица выступала на разогреве у Юрия Буэнавентуры и Бернара Лавилье, принимала участие в ангулемском Фестивале музыки разных жанров. Договор с этой группой она подписала  буквой Z, что означает Zaz, и впоследствии это прозвище стало её сценическим псевдонимом. По словам певицы, Zaz означает её универсальный стиль, включающий все виды и пути музыки от A до Z и обратно от Z до A. Группа Don Diego также смешивала французскую и испанскую музыку с разными видами этно-музыки (афро-, арабско-андалузской и латинской), и впоследствии Zaz назвала эту группу своей «школой мастерства».
В 2006 году она устроилась певицей в парижское кабаре. В течение полутора лет она выступала каждый вечер пять часов подряд без микрофона в клубе Aux Trois Mailletz («Три молотка»), пробовала поступить в театральную студию, но вскоре бросила её из-за напряжённого графика выступлений. Затем она предпочла работе в клубах уличные выступления на Монмартре и Площади Холма. «Наш рекорд, — вспоминает она, — это 450 евро за час. Как правило, за час каждый зарабатывал 20—30 евро».

#### 2007-2009
В 2007 году Zaz связалась по объявлению в Интернете с продюсером и композитором Керредином Солтани, искавшим певицу с «хриплым, слегка надломленным» голосом. Для неё он написал песню Je veux и помог с поиском звукозаписывающей компании и издателя. Но она была вынуждена вновь искать работу, после чего присоединилась к рэп-группе Le 4P и в 2007-2008 гг. выпустила с ней клипы L’Aveyron и Rugby Amateur. В 2008 году Zaz выступала с рэп-исполнителем Мильяуэшем (Miliaouech), принимала участие в крупнейшем французском конкурсе молодых исполнителей Le Tremplin Génération France Bleu/Réservoir и сотрудничала с группой Sweet Air. 21 ноября 2008 года Zaz и Sweet Air записали эклектичный по стилю концертный альбом, оставшийся неизданным до наступления успеха её сольной карьеры. В декабре 2008 года она выступала в сопровождении пианиста Жюльена Лифшица в России, на Дальнем Востоке по приглашению директора Французского культурного центра «Альянс Франсез — Владивосток» Седрика Гра. Она дала 13 концертов за две недели.
В конце июня она провела неделю в резиденции Sentier des Halles, чтобы работать на сцене. Певец Рафаэль предлагает ему написать для него песни. Тем же летом Заз участвует в Fuji Rock Festival в Японии, после чего продолжает петь на улицах Монмартра.
В январе 2009 года Zaz выиграла финал третьего конкурса Le Tremplin Génération France Bleu/Réservoir, который прошёл в Париже, в концертном зале «Олимпия». После такого успеха наблюдатели отмечали, что «перед ней открылись двери студий для записи первого альбома» и победительница «получит 5 тысяч евро на раскрутку, а также возможность снять клип для MTV и записать свой альбом», однако её первый альбом вышел только через год. В апреле 2009 года она снова гастролировала в России (от Владивостока до Нижнего Новгорода). В России Zaz исполняла песни Эдит Пиаф, Жака Бреля, Шарля Азнавура, Сержа Генсбура, Мирей Матьё, Джо Дассена, Патрисии Каас, а также песни из её будущего альбома:  (Je veux, Les Passants, Mon amant de Saint-Jean, Prends garde à ta langue). Затем она гастролировала в Египте и Марокко, выступала на фестивале Fuji Rock Festival в Японии и на улицах Монмартра.

#### 2010-2012. Je veux
В мае 2010 года еженедельный французский культурный журнал Télérama назвал Zaz певицей с «чертовским» (sacrée) голосом и предрёк, что она будет открытием лета. 10 мая 2010 года Zaz выпустила на лейбле Play On свой дебютный альбом Zaz, состоящий из песен, написанных ею самой (Trop sensible) или в соавторстве (Les passants, Le long de la route, Prends garde à ta langue, J'aime à nouveau, Ni oui ni non). В альбом вошли также песни популярного французского певца Рафаэля, который услышал пение Zaz и сам предложил ей свои песни. После этого Zaz подписала контракт с организатором гастролей Caramba и издателем Sony ATV, выступила на ТВ (в передачах Taratata и Chabada) и радио, что сделало её известной широкой публике. Сингл Je veux, текст которого бросает вызов обществу потребления, был выбран телеканалом TF1 в качестве главного летнего хита, а клип появился в эфире TF1 и других музыкальных каналов. В июне 2010 года альбом Zaz занял первое место, получил статус золотого и оставался на первом месте девять недель. Летом Zaz отправилась в турне по Франции (Париж, Ла-Рошель, фестивали в Монтобане, Сент-Уэне, Шатору, Ландерно, Фекаме, Бордо, Ницце, Нанте), выступила на фестивале Франкофоли де Монреаль в Канаде, в Монте, Брюсселе, Берлине, Милане и Чайназ-ле-Фрас. Осенью её альбом возглавил хит-парады в Бельгии, Швейцарии и Австрии.

caption
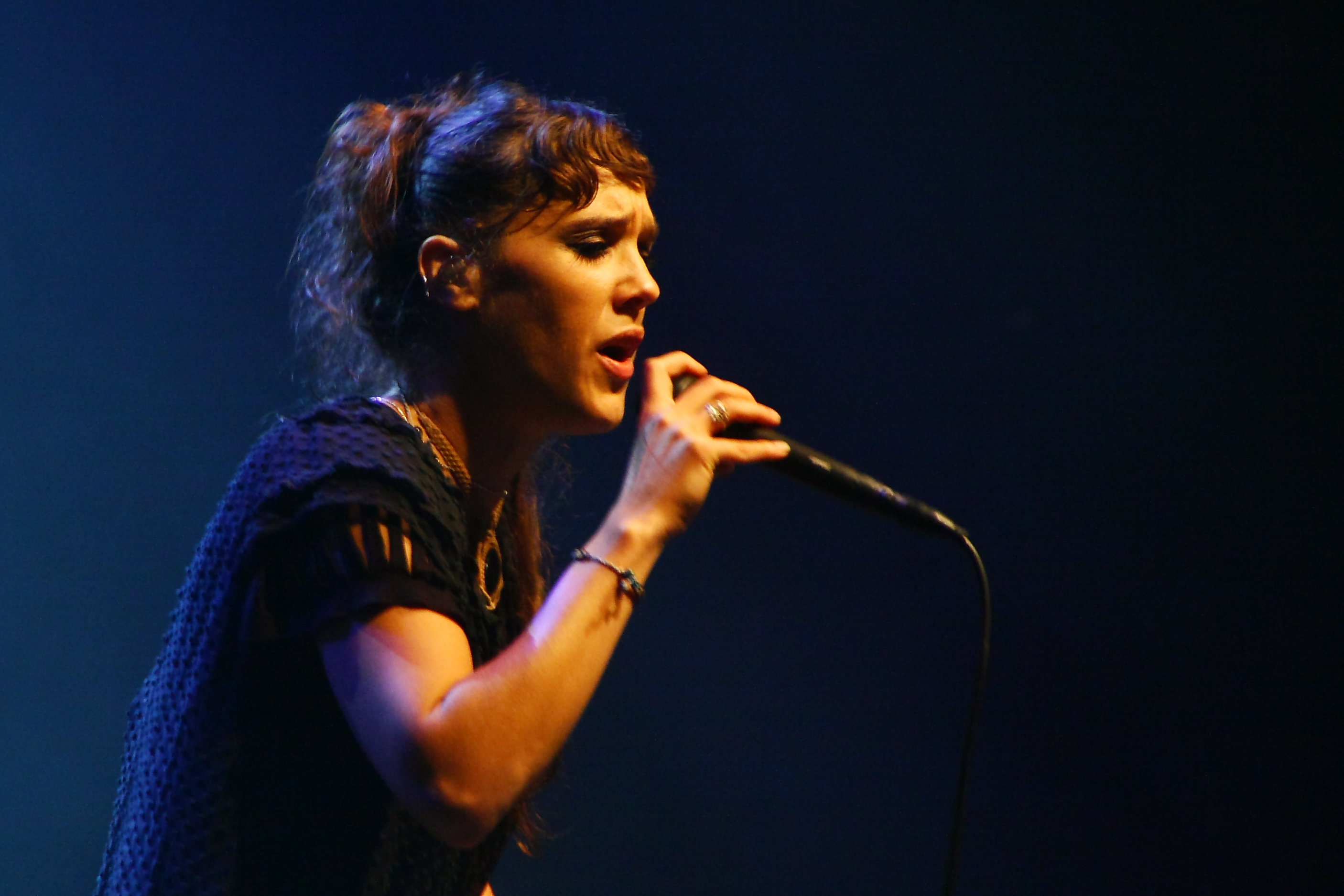
Zaz на фестивале «TFF Rudolstadt», 2011
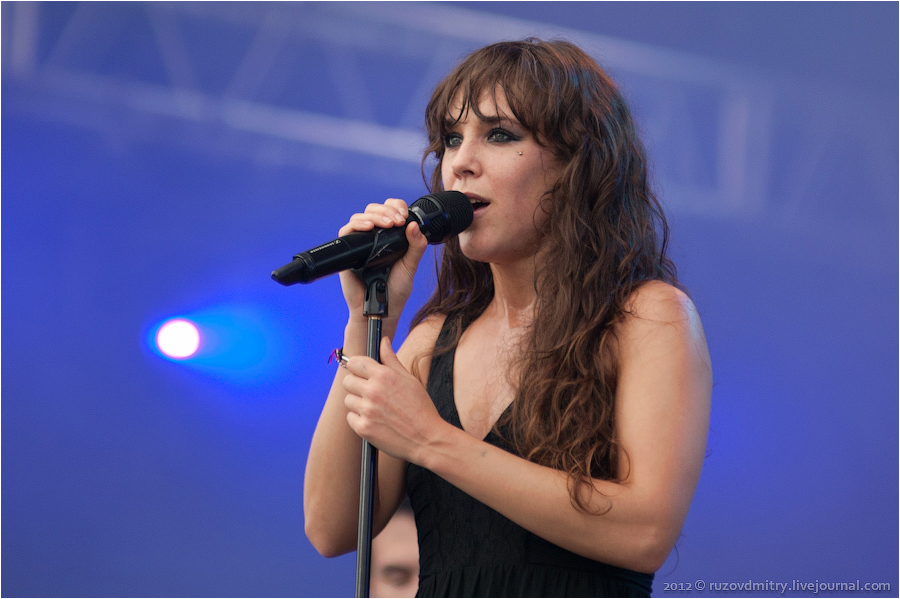
Zaz на фестивале «Рок над Волгой», 2012
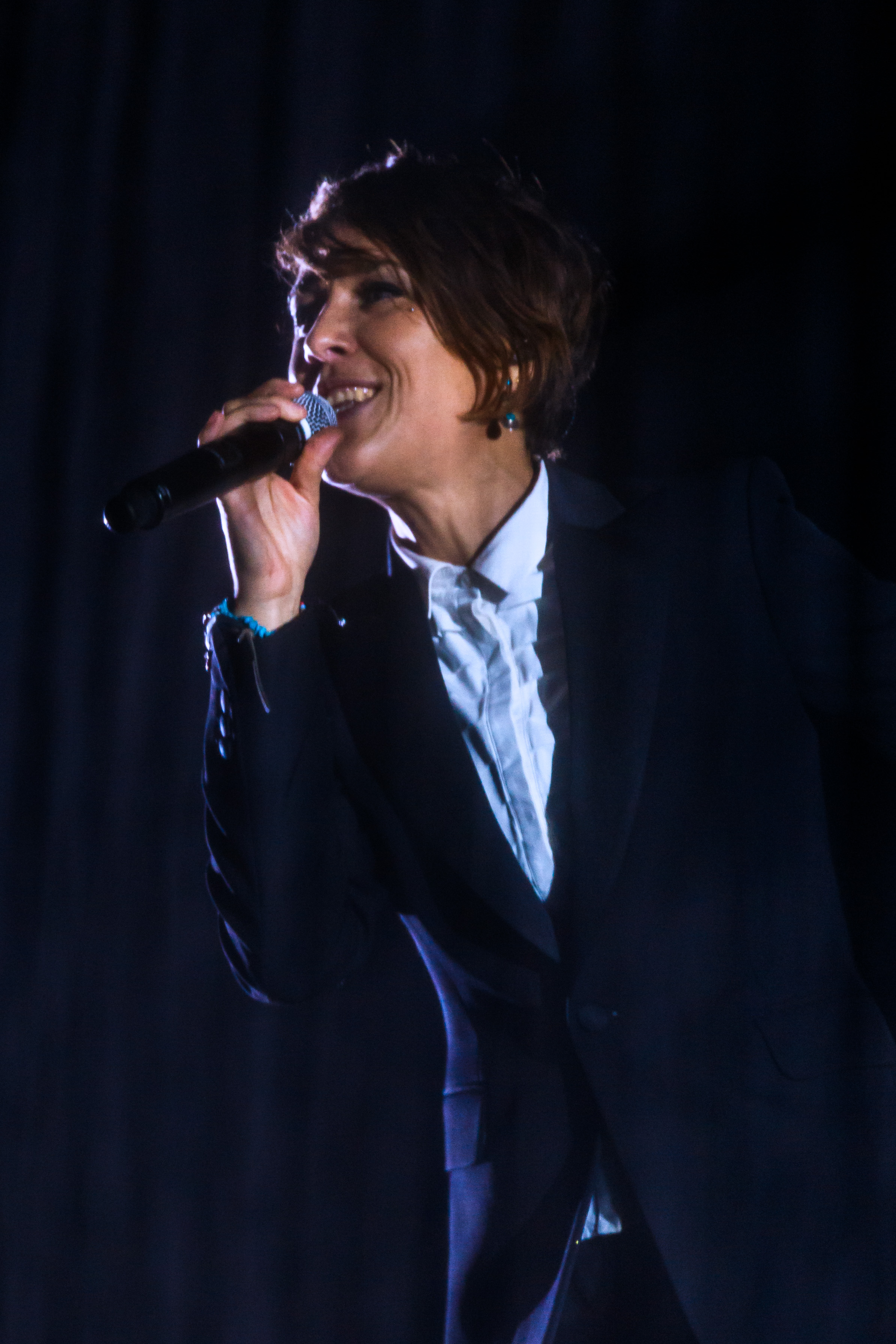
Концерт Zaz в «Брест Арене», 2016
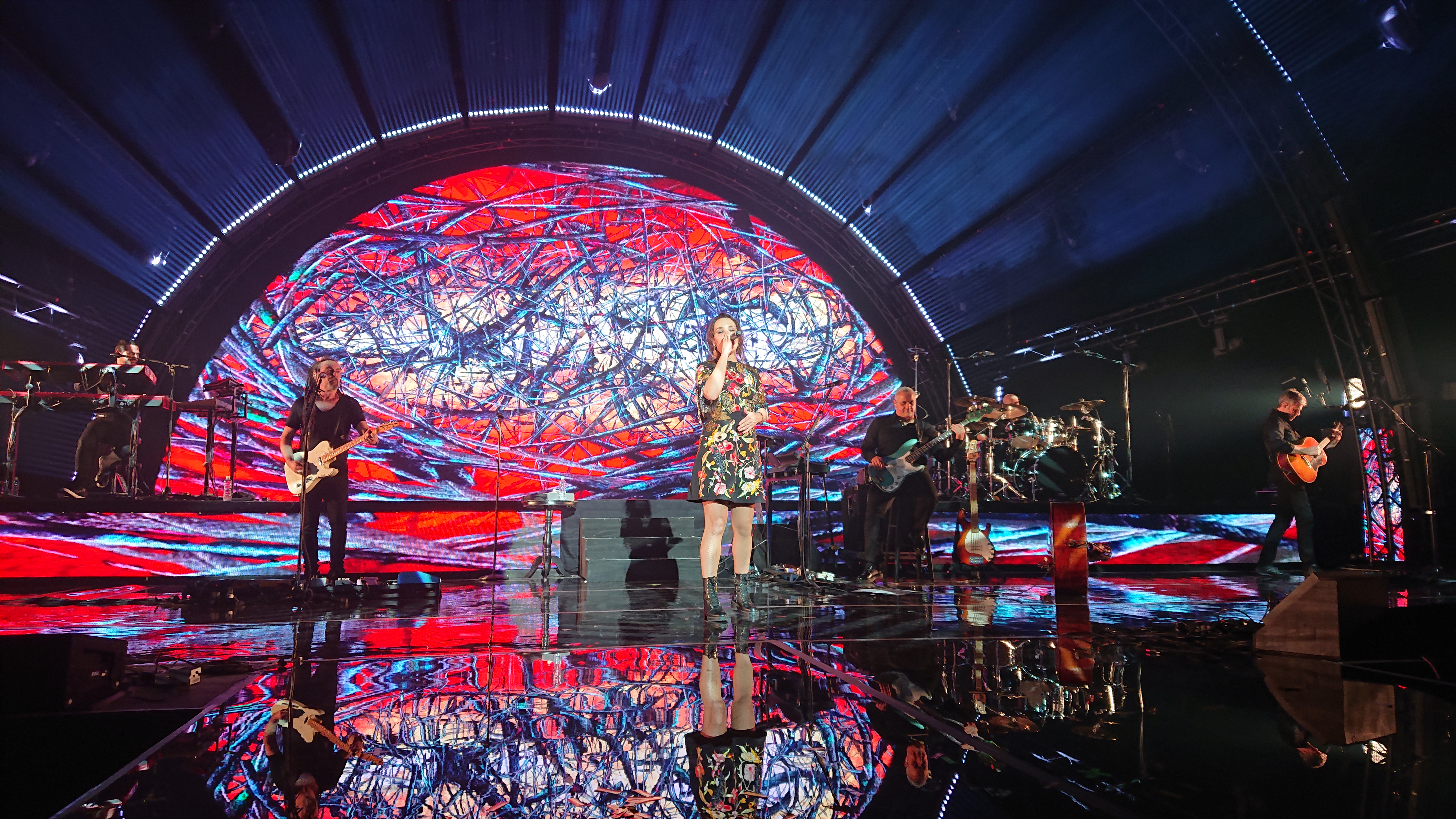
Концерт Zaz в Москве, 2019

Мэтью Балиганд, ее менеджер и продюсер в Caramba Entertainment, сообщил газете Libération: «Сейчас о ней много говорят, и люди хотят увидеть ее турне… Но, несмотря на спрос, для нее кажется предпочтительным начать гастролировать по пятидесяти небольшим местам, что сделает ее более авторитетной. Zaz — популярная, интуитивная артистка, знакомая с музыкой, умеющая петь, но сделать качественное шоу — это нечто иное...». В ноябре 2010 года первый альбом Zaz был объявлен дважды платиновым, продано около 400 тысяч его экземпляров. Zaz номинирована на престижную «Премию Константэна» (Prix Constantin) как лучший молодой исполнитель и в числе десяти номинантов выступила в Елисейском Дворце. Она также получила приз «Песня-открытие» («Chanson Révélation») Академии Шарля Кро, Европейскую премию (European Border Breaker Awards) как французский исполнитель, наиболее успешный за границами страны в 2010 году.
В конце ноября вышел двойной альбом-сборник Zaz — Edition collector. В декабре 2010 года в рейтинге организации Concert Live Zaz выходит на первое место среди исполнителей по количеству запросов на концерты во Франции. Согласно опросу, опубликованному популярным французским интернет-журналом L'Internaute, Zaz стала любимой (фр. préférée) французской певицей в рейтинге 2010 года (в анкете «Личность года» по разделу «Музыка» за неё было отдано 30% голосов).
В январе 2011 года Je veux был избран «Любимой французской песней 2010 года», а Zaz была выбрана «Артистом года новой эстрады» (фр. Artiste de l'année de la Nouvelle Scène) интернет-пользователями сайта журнала «Paris Match». Затем она присоединилась к труппе благотворительного объединения Les Enfoirés, в которой она выступает с 2011 года, за исключением 2017, 2019, 2020 и 2022 годов. В конце января 2011 Zaz впервые выступила в ежегодном концерте труппы в Монпелье. После этого Zaz гастролировала в Германии (Мюнхен, Гамбург, Берлин). 1 марта Zaz получила премию «Виктуар де ля мюзик» за лучшую оригинальную песню года во Франции: Je veux. Далее она возобновила свои гастроли с новым ансамблем и создала свой официальный сайт. 11 апреля Zaz участвовала в благотворительном концерте в помощь жертвам землетрясения в Японии, который прошёл в Париже, в театре Rond-Point. В воскресенье, 6 октября 2013 года Zaz спела Je veux вживую на «Шоу Эндрю Марра» на канале BBC One в Лондоне.
Альбом-сборник также имел большой успех во Франции: № 1 по продажам, он был продан тиражом более миллиона копий и быстро был сертифицирован как бриллиантовый диск. Затем популярность певицы выходит за пределы Франции: она номинирована на Echo в категории «Международное открытие», получила награду Félix как самая известная франкоязычная артистка в Квебеке, а ее альбом продается тиражом более 900 000 копий за границей.
В ноябре 2011 года она выступила в составе дуэта La Radio на альбоме Ива Жаме Saison 4. В том же году она сочинила и исполнила песню Cœur Volant на музыку Говарда Шора для саундтрека к фильму Мартина Скорсезе «Хранитель времени», обнаружившего, что тембр голоса Zaz хорошо сочетается с Парижем 1930-х годов.
В октябре 2012 года она поднялась на Монблан со своими музыкантами, чтобы спеть свой хит «Je veux» и две других песни на высоте 4808 м для телевизионной программы с посвященоем 150-летию Mammut — швейцарского альпинистского бренда, специализирующегося на производстве горного снаряжения. Жан-Марк Пейлекс, мэр Сен-Жерве-ле-Бен, привёл этот концерт в свой список примеров плохого поведения на Монблане. Концертный тур Zaz Sans Tsu Tsou был выпущен на CD и DVD.

#### 2012-2013. «Recto verso»
В мае 2013 года Zaz выпустила свой второй альбом «Recto Verso» с песнями «On ira» (за авторством Керредине Солтани), «Si» (за авторством Жан-Жаком Гольдманом), «Gamine» и «Comme ci, comme ça». Альбом был продан тиражом более 500 000 копий во Франции, став её вторым бриллиантовым диском, а продажи за рубежом превысили 300 000 копий. В ноябре 2013 года она получила Гран-при «Sacem Repertoire» за рекорд продаж за рубежом. Затем она отправилась в международное турне, посетив США, Канаду, Россию, Японию, Турцию и несколько европейских стран (Германию, Великобританию, Грецию, Польшу, Швейцарию, Словению, Чехию, Хорватию, Болгарию, Сербию, Румынию и другие). В том же году её песня «Eblouie Par La Nuit» была использована в американском нео-нуарном криминальном триллере «Одним меньше». Она также исполнила две песни в фильме «Белль и Себастьян»: «Belle» и «L'Oiseau».

#### 2014-2017. «Paris»
10 ноября 2014 года вышел альбом каверов «Paris», общей темой которого является радость жизни во французской столице. По этому случаю певица участвует в дуэтах с Никки Янофски (на «J'aime Paris»), Томой Дютроном (на «La Romance de Paris» Шарля Трене) и Шарлем Азнавуром (на его собственной песне «J'aime Paris au mois de mai»). Альбом стал трижды платиновым во Франции и был продан тиражом 600 000 копий по всему миру (половина из которых была экспортирована). В 2015 году организовала мини-тур из восьми концертов по Латинской Америке. За альбом «Paris» она получила награду Echo 2015 года как лучшая международная рок-/поп-исполнительница.
В 2016 году она участвовала в фестивале «Cultural Zacatecas» в Мексике. В 2017 году Zaz организовала ежегодный фестиваль «Crussol» в историческом месте «Château de Crussol», который в 2022 году отметил свое 5-летие.

#### 2018. Effet miroir
В сентябре 2018 года Zaz представила «Qué vendrá», первый трек из альбома «Effet Miroir», который вышел 16 ноября. Альбом стал платиновым и продан тиражом более 200 000 копий во Франции. Название трека и припев исполнены на испанском языке.
В феврале 2019 года мировое турне в поддержку нового альбома Effet Miroir Zaz начала с концертов в России: в Санкт-Петербурге (БКЗ «Октябрьский») и в Москве («Crocus City Hall»).  Затем она взяла перерыв в карьере, чтобы позаботиться о себе: «Должен быть баланс, потому что Isa [сокращение ее настоящего имени] кормит Zaz, а не Zaz кормит Isa».

#### 2021: «Isa»
27 августа 2021 года Zaz выпустила «Imagine», первый трек из альбома «Isa», который вышел 22 октября того же года. После выхода альбом занял второе место в списке бестселлеров, которого певица не достигала с 2014 года. Второй сингл — дуэт с солистом группы «Rammstein» Тиллем Линдеманном: «The Garden of Tears». 1 февраля 2022 года вышел третий сингл «All Up».

#### 2022. Тур и новое издание альбома
Международный тур под названием «Organic Tour» стартовал 8 марта 2022 года в театре «Лонжюмо». 27 мая вышел «Fragile Animals», новый трек в дуэте с Ycare из его будущего альбома. 28 июля 2022 года, через девять месяцев после выпуска, альбом стал золотым, было продано более 50 000 копий.
Певица сообщила в Facebook об отмене своих концертов в Квебеке из-за отсутствия прививки от Ковид-19. Она объявляет, что тур переносится на сентябрь 2023 года.
9 декабря 2022 года выходит новое издание альбома Isa, дополненное четырьмя бонус-треками.
В феврале 2023 года он достиг порога в 5 миллионов проданных альбомов по всему миру (в том числе 3 миллиона во Франции).

## Личная жизнь
Выходила замуж за уроженца Колумбии и развелась в 2010 году, детей с ним не имела. В дальнейшем Zaz предпочитала не публиковать подробностей о своей личной жизни.

## Дискография

### Студийные альбомы
- Zaz (2010)
- Recto Verso (2013)
- Paris (2014)
- Effet miroir (2018)
- Isa (2021)

### Концертные альбомы
- Sans tsu tsou (2011)
- Sur la route[пол.] (2015)

### Синглы
- «Je veux» (2010)
- «Le long de la route» (2010)
- «La fée» (2011)
- «Éblouie par la nuit» (2011)
- «On ira» (2013)[21]
- «Comme Ci, Comme Ça» (2013) — Promo & iTunes
- «Si» (2013) — Promo
- «Gamine» (2014)
- «Si jamais j'oublie»[фр.] (2015)
- «Qué Vendrá» (2018)[22]
- «Demain c’est toi» (2018)
- «On s’en remet jamais» (2019)
- «On s’en remet jamais (Yidam Remix)» (2019)

### Совместная работа с другими артистами
- «Le chemin de pierre (version pop)» (2014) — (c Нольве́нн Леруа́, Тома́ Дютро́н…)
- «Le jardin des larmes» (2021) — (с Тиллем Линдеманном)
- «Animaux fragiles» (2022) — (c Ycare)